# Либјонж
Либјонж (пољ. Libiąż) је град у Пољској у Војводству Малопољском у Повјату chrzanowski. Према попису становништва из 2011. у граду је живело 17.428 становника.

## Становништво
Према прелиминарним подацима са пописа, у граду је 2011. живело 17.428 становника.
| 2002.  | 2011.  | 2012.  |
| ------ | ------ | ------ |
| 17.677 | 17.428 | 17.374 |

## Партнерски градови
- Корчано
- Rouvroy